# The Antlers
The Antlers er en indie rock-trio fra USA bestående af Peter Silberman (sang, guitar), Michael Lerner (trommer, percussion) og Darby Cicci (keyboards, synthesizer, orgel, bas, sang, trompet, banjo).

## Diskografi
- Uprooted (2006)
- In the Attic of the Universe (2007)
- Hospice (2009)
- Burst Apart (2011)

| Musikgruppe | Spire Denne artikel om en amerikansk musikgruppe er en spire som bør udbygges. Du er velkommen til at hjælpe Wikipedia ved at udvide den. |